# Сорокин, Макарий Андреевич
Макарий Андреевич Сорокин — советский хозяйственный, государственный и политический деятель.

## Биография
Родился в 1903 году в деревне Башмаково. Член КПСС.
Участник Великой Отечественной войны
С 1933 года — на военной службе, общественной и политической работе.
До 1933 гг. — строитель в различных строительных организациях Тверской губернии и Западной области.
- В 1933—1940 гг. — военный строитель, инженерный и руководящий работник военно-строительных управлений.[1]
- В 1940—141 гг. — начальник Одесского военно-строительного управления.[1]
- В 1941—1944 гг. — начальник Поволжского военно-строительного управления.[1]
- В 1944—1950 гг. — начальник Одесского военно-строительного управления.[1]
- В 1950—1954 гг. — начальник Главного управления по строительству в колхозах при Совете Министров РСФСР.[2]
- В 1954—1958 гг. — заместитель министра строительства РСФСР.
- В 1959—1967 гг. — заместитель министра жилищно-коммунального хозяйства РСФСР.

C 1967 гг. — персональный пенсионер.
За коренные усовершенствования методов и технологии строительства предприятий машиностроения был в составе коллектива удостоен Сталинской премии за выдающиеся изобретения и коренные усовершенствования методов производственной работы 1952 года.
Избирался депутатом Верховного Совета РСФСР 3-го созыва.
Умер в Москве 8 января 2001 года.

## Сочинения
- Жилищное строительство за рубежом : (По материалам выставки «Интербау») / М. А. Сорокин — 1959.
- Техническая реконструкция основных видов транспорта СССР / М. А. Сорокин — 1959.
- Сорокин, Макарий Андреевич. Доклад заместителя министра товарища Сорокина, М.А.: «Об улучшении организации сельского строительства» на Секции сельского строительства Совещания актива работников организаций Министерства (1957)